# Simulium shannonae
Simulium shannonae är en tvåvingeart som beskrevs av Craig 1997. Simulium shannonae ingår i släktet Simulium och familjen knott. Inga underarter finns listade i Catalogue of Life.